# 新联盟党
新联盟党（西班牙語：Partido Nueva Alianza，缩写为PNA或PANAL）是墨西哥的一个自由主义政党，2005年建立，2018年解散。
该党由拉美地区最大的工会——全国教育工作者联盟支持创立。领导人是前革命制度党总书记 Elba Esther Gordillo。